# Robert Duff (gouverneur)
Pour les articles homonymes, voir Robert Duff.
Robert William Duff (8 mai 1835 - 15 mars 1895) est un homme politique écossais de tendance libérale. Il est le dix-neuvième gouverneur de Nouvelle-Galles du Sud. 

## Biographie
Duff est né à Fetteresso Castle, à Stonehaven, dans le Kincardineshire. Il fait ses études à l'école Blackheath, à Londres. Il entre dans la Royal Navy en 1848, et est nommé commander en 1865. En 1871, il épouse Louisa Scott et ils ont sept enfants. 
Duff est député libéral à la Chambre des communes pour la circonscription de Banffshire de 1861 à 1893. Il rejoint Robert Lowe  dans le groupe des Adullamites opposés au projet de réforme parlementaire Reform Bill of 1866, qui aboutit à la Reform Act 1867. Il est junior Lord of the Treasury puis whip libéral de 1882 à 1885 ensuite Lord commissaire à l'amirauté en 1886. Il est enfin nommé conseiller privé en 1892.  
Duff est nommé gouverneur de Nouvelle-Galles du Sud en mars 1893. Il prend ses fonctions à Sydney le 29 mai 1893. En février 1895, il tombe malade pendant une visite à Hobart. Il retourne à Sydney, où il est mort de multiples abcès hépatiques et d'une septicémie le 15 mars. Il est enterré dans le cimetière de Waverley. Il est le seul gouverneur de Nouvelle-Galles du Sud à être mort en exercice.